# Вікно в Європу

«Вікно в Європу» — інформаційно-аналітичний тижневик 5-го каналу, заснований у 2009 році.
Тележурнал пропонує глядачам відомості про розвиток стосунків Європейського Союзу та України в політичній, економічній, культурній та інших сферах.
Ведучий Ігор Татарчук.